# Дубёнский район
Дубёнский район (эрз. Тумобуе, мокш. Дубёнкань аймак) — административно-территориальная единица и муниципальное образование (муниципальный район) в составе Республики Мордовия Российской Федерации.
Административный центр — село Дубёнки.

## География
Расположен в восточной части Мордовии, в долине реки Чеберчинки, на автомагистрали Саранск — Ульяновск. Граничит с Чамзинским, Атяшевским, Большеберезниковским районами Мордовии и Сурским районом Ульяновской области.
Преобладающая форма рельефа — равнина, приподнятая на севере и северо-востоке и постепенно опускающаяся на юг и юго-восток к долине реки Суры. Поверхность сильно изрезана оврагами, направляющимися к рекам — Чеберчинке, Лаше, Суре, Штырме, которыми орошается район. В небольших речушках и оврагах хозяйства совместно с мелиораторами района содержат более 10 больших прудов. Естественные сенокосы хозяйств в основном расположены в поймах рек Сура, Чеберчинка и Штырма. Рельеф поймы спокойный. В пойме реки Суры имеется множество больших и малых озёр. Вода в озёрах, прудах и реках хорошего качества и широко используется для орошения пастбищ и кормовых культур. Уровень грунтовых вод колеблется от 2 до 30 метров.

### Климат
Среднегодовое количество осадков − 450 мм. Средняя годовая температура +3,7° С. Максимальная высота снежного покрова — 20-30 см.
В целом природно-климатические условия района благоприятны для возделывания многих сельскохозяйственных культур.

### Растительный мир
Богат и разнообразен растительный мир района. Леса занимают более 20 тысяч гектаров (смешанные и сосновые). В лесах водятся волки, лисы, кабаны, лоси. Из птиц встречаются глухари, дятлы, утки, тетерева. Из грызунов обитают зайцы, суслики. В реках, озёрах и прудах — карась, карп, голавль, пескарь, голец, налим, щука.
В недрах района имеются полезные ископаемые — торф, бутовый камень, песок, глина. Пуркаевский промышленный комбинат ведёт добычу торфа на топливо и удобрение. Добычей и переработкой бутового камня и щебня занимается дорожная передвижная механизированная колонна (ДПМК) и дорожное ремонтное строительное управление (ДРСУ). Круглый год действует несколько карьеров по добыче песка и глины.

## История
Дата образования района — 16 июля 1928 года. В год 60-летия образования района (1988) в районном центре открыт филиал Мордовского республиканского краеведческого музея, где экспонируется бесценный материал по истории родного края, организуются фотовыставки, фотолетописи по юбилеям трудовых коллективов, выставляются работы художников, скульпторов, мастеров прикладного искусства и других народных умельцев района и Мордовии. В Кочкуровской средней школе действует сельский краеведческий, в Енгалычевской средней — краеведческий и музей материальной культуры крестьян села XIX—XX веков, в Антоновской неполной средней школе — сельский краеведческий музей.
Методом народной стройки в селе Дубёнки сооружен мемориальный комплекс воинам, павшим на фронтах Великой Отечественной войны. В районном парке культуры и отдыха установлены бюсты Героев Советского Союза, уроженцев района — А. А. Манина, А. А. Денисова, Н. М. Бровцева, М. С. Жадейкина, а также генерала армии, советского военачальника М. А. Пуркаева, полковника, командира Аджимушкайского гарнизона П. М. Ягунова.
1 ноября 1989 года зажжён факел строящегося газопровода-отвода посёлок Комсомольский — село Поводимово. Ведётся газификация района. Большую работу по прокладке газовых сетей проводят СПМК «Дубёнская» (начальник В. П. Святкин) и строительный участок АО «Мордовагрогазстрой» (начальник В. Н. Сайгушев). На 1 января 1993 года на газе работает котельная райцентра и кирпичный завод, который ежегодно будет производить до десяти миллионов штук кирпича.
Непоправимый ущерб району был нанесён идеей «неперспективности» развития малых населённых пунктов, а отсюда и большой миграцией сельского населения, особенно молодёжи, в города. Вследствие этого исчезли с лица земли посёлки Мачказерские выселки, Красная Слобода, Од Мода, уменьшились за счёт оттока населения Енгалычево, Морга, Чеберчино и другие села. В последние годы приняты срочные меры по обновлению сёл района: организация новых колхозов и совхозов, активное решение социально-бытовых запросов селян: строительство жилья, дорог, автобусного движения и т. д. Сейчас обновляются ранее обезлюдевшие сёла и деревни — такие, как Кайбичево, Сайнино, Неклюдово, Чкалово. Наблюдается тенденция переезда в село горожан, которым хозяйства района предоставляют жильё, приусадебные участки, работу, а также помогают в организации подворья.

## Население
| \| 1970[5] \| 1979[5] \| 1989[5] \| 2002[5] \| 2005[6] \| 2006[6] \| 2007[6] \| \| -------- \| -------- \| -------- \| -------- \| -------- \| -------- \| -------- \| \| 24 997 \| ↘21 109 \| ↘18 683 \| ↘16 366 \| ↘15 661 \| ↘15 276 \| ↘14 842 \| \| 2008[6] \| 2009[7] \| 2010[5] \| 2011[8] \| 2012[9] \| 2013[10] \| 2014[11] \| \| ↘14 466 \| ↘14 044 \| ↘13 851 \| ↘13 741 \| ↘13 289 \| ↘13 069 \| ↘12 803 \| \| 2015[12] \| 2016[13] \| 2017[14] \| 2018[15] \| 2019[16] \| 2020[17] \| 2021[4] \| \| ↘12 516 \| ↘12 190 \| ↘12 009 \| ↘11 712 \| ↘11 362 \| ↘10 978 \| ↗11 450 \| 5000 10 000 15 000 20 000 25 000 30 000 1970 2006 2011 2016 2021 |         |         |         |         |         |         |
| 1970 | 1979    | 1989    | 2002    | 2005    | 2006    | 2007    |
| 24 997 | ↘21 109 | ↘18 683 | ↘16 366 | ↘15 661 | ↘15 276 | ↘14 842 |
| 2008 | 2009    | 2010    | 2011    | 2012    | 2013    | 2014    |
| ↘14 466 | ↘14 044 | ↘13 851 | ↘13 741 | ↘13 289 | ↘13 069 | ↘12 803 |
| 2015 | 2016    | 2017    | 2018    | 2019    | 2020    | 2021    |
| ↘12 516 | ↘12 190 | ↘12 009 | ↘11 712 | ↘11 362 | ↘10 978 | ↗11 450 |

## Административное деление
В Дубёнский район как административно-территориальную единицу входят 12 сельсоветов. Сельсоветы одноимённы образованным в их границах сельским поселениям.
В муниципальный район, в рамках организации местного самоуправления, входят 12 муниципальных образований со статусом сельских поселений.
| №  | Муниципальное образование        | Административный центр | Количество населённых пунктов | Население | Площадь, км2 |
| -- | -------------------------------- | ---------------------- | ----------------------------- | --------- | ------------ |
| 1  | Ардатовское сельское поселение   | село Ардатово          | 3                             | ↘1044     | 67.33        |
| 2  | Дубёнское сельское поселение     | село Дубёнки           | 5                             | ↗3805     | 107.52       |
| 3  | Енгалычевское сельское поселение | село Енгалычево        | 2                             | ↗361      | 120,70       |
| 4  | Кабаевское сельское поселение    | село Кабаево           | 3                             | ↗773      | 84,01        |
| 5  | Кочкуровское сельское поселение  | село Кочкурово         | 1                             | ↗477      | 39,88        |
| 6  | Красинское сельское поселение    | село Красино           | 4                             | ↘691      | 150.99       |
| 7  | Ломатское сельское поселение     | село Ломаты            | 2                             | ↗341      | 56,22        |
| 8  | Моргинское сельское поселение    | село Морга             | 1                             | ↘329      | 40,44        |
| 9  | Петровское сельское поселение    | село Петровка          | 1                             | ↘375      | 25,91        |
| 10 | Поводимовское сельское поселение | село Поводимово        | 4                             | ↗2313     | 110.69       |
| 11 | Пуркаевское сельское поселение   | село Пуркаево          | 1                             | ↗657      | 53,83        |
| 12 | Чеберчинское сельское поселение  | село Чеберчино         | 2                             | ↘284      | 38,86        |

Первоначально в муниципальном районе в 2005 году было образовано 16 муниципальных образований со статусом сельских поселений (им соответствовали 16 сельсоветов).
Законом от 17 мая 2018 года, было упразднено Кайбичевское сельское поселение с одноимённым ему сельсоветом, а входившее в его состав село Кайбичево было включено в Ардатовское сельское поселение (сельсовет).
Законом от 24 апреля 2019 года, было упразднено Березовское сельское поселение с одноимённым ему сельсоветом и включено в Дубёнское сельское поселение (сельсовет); также было упразднено Николаевское сельское поселение с одноимённым ему сельсоветом, а входившее в его состав село Николаевка было включено в Красинское сельское поселение.
Законом от 19 мая 2020 года, было упразднено Чиндяновское сельское поселение с одноимённым ему сельсоветом, а входившее в его состав село Чиндяново включено в Поводимовское сельское поселение (сельсовет).

### Населённые пункты
В Дубёнском районе 29 населённых пунктов.
| №  | Населённый пункт | Тип     | Население | Муниципальное образование        |
| -- | ---------------- | ------- | --------- | -------------------------------- |
| 1  | Антоновка        | деревня | ↘106      | Поводимовское сельское поселение |
| 2  | Ардатово         | село    | ↘1025     | Ардатовское сельское поселение   |
| 3  | Дубёнки          | село    | ↗3307     | Дубёнское сельское поселение     |
| 4  | Енгалычево       | село    | ↘460      | Енгалычевское сельское поселение |
| 5  | Залесье          | посёлок | ↘69       | Поводимовское сельское поселение |
| 6  | Кабаево          | село    | ↘693      | Кабаевское сельское поселение    |
| 7  | Кайбичево        | село    | ↘150      | Ардатовское сельское поселение   |
| 8  | Кочкурово        | село    | ↗477      | Кочкуровское сельское поселение  |
| 9  | Красино          | село    | ↘382      | Красинское сельское поселение    |
| 10 | Красное Польцо   | посёлок | ↘7        | Чеберчинское сельское поселение  |
| 11 | Красные Луга     | посёлок | ↘70       | Ардатовское сельское поселение   |
| 12 | Ливадка          | село    | ↘105      | Красинское сельское поселение    |
| 13 | Ломаты           | село    | ↘322      | Ломатское сельское поселение     |
| 14 | Морга            | село    | ↘329      | Моргинское сельское поселение    |
| 15 | Неклюдово        | село    | ↘61       | Ломатское сельское поселение     |
| 16 | Николаевка       | село    | ↘323      | Красинское сельское поселение    |
| 17 | Ольховка         | посёлок | ↘64       | Красинское сельское поселение    |
| 18 | Пашевка          | посёлок | ↘4        | Дубёнское сельское поселение     |
| 19 | Петровка         | село    | ↘375      | Петровское сельское поселение    |
| 20 | Поводимово       | село    | ↘2327     | Поводимовское сельское поселение |
| 21 | Пуркаево         | село    | ↘569      | Пуркаевское сельское поселение   |
| 22 | Сайнино          | село    | ↘97       | Кабаевское сельское поселение    |
| 23 | Свиносовхоз      | посёлок | ↘461      | Дубёнское сельское поселение     |
| 24 | Соловьёвка       | посёлок | ↘10       | Дубёнское сельское поселение     |
| 25 | Турдаково        | село    | ↘224      | Кабаевское сельское поселение    |
| 26 | Чеберчино        | село    | ↘414      | Чеберчинское сельское поселение  |
| 27 | Чиндяново        | село    | ↘368      | Поводимовское сельское поселение |
| 28 | Чкалово          | деревня | ↘58       | Дубёнское сельское поселение     |
| 29 | Явлейка          | деревня | ↘36       | Енгалычевское сельское поселение |

### Упразднённые населённые пункты
В 2008 году исключён из учётных данных административно-территориального устройства Республики Мордовия посёлок Михайловка.
В 2011 году упразднён посёлок Осиповка.

## Экономика

### Сельское хозяйство

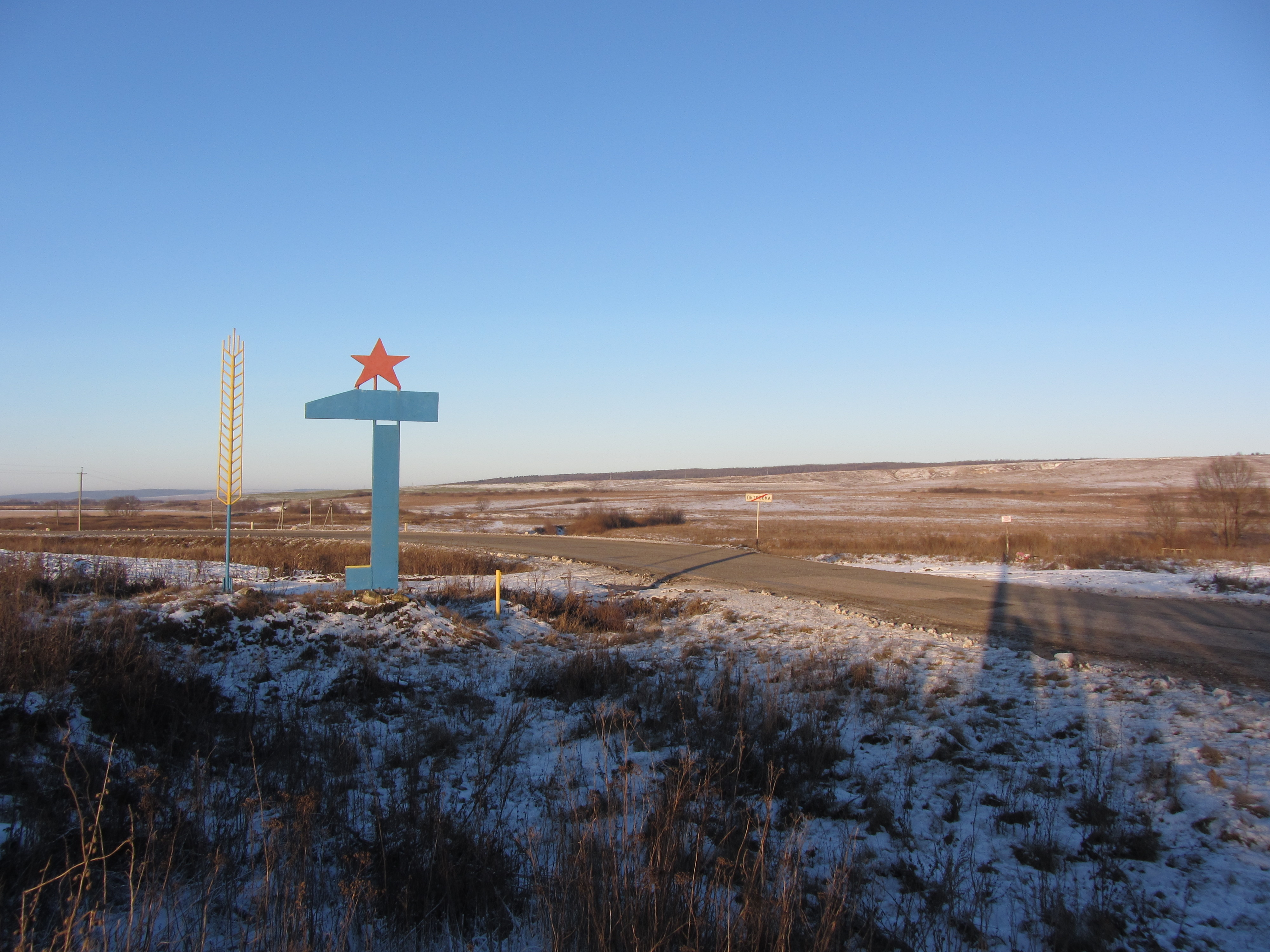
Петровка (Дубёнский район)

Труженики полей района получают по 20 и более центнеров зерна, по 150—200 центнеров картофеля, 250—500 центнеров кормовой свеклы и зелёной массы кукурузы с одного гектара, что позволило району успешно выполнять государственные планы по реализации хлеба и продукции животноводства.
В районе активно внедрен хозяйственный расчёт, бригадный и арендный подряд, интенсивные формы выращивания зерновых и зернобобовых культур. Наряду с колхозами и совхозами развиваются фермерские хозяйства, которые создали ассоциацию.
Дубёнский район — неоднократный победитель земледелия и животноводства, ежегодно продавал по 10 и более тысяч тонн зерна.

### Промышленность
Промышленность района представляют два промкомбината (Дубёнский, Пуркаевский), крахмальный, пеньковый и маслодельный заводы. Продукция Дубёнского промкомбината — хозяйственный шнур и эластичная тесьма. Продукция пенькозавода и крахмального завода находит широкий спрос и экспортируется в зарубежные страны — Болгарию, Финляндию, Англию и другие.
В районе успешно решаются вопросы социально-экономического развития. Ежегодно вводится в эксплуатацию 5-7 тысяч квадратных метров жилья, включая строительство межхозяйственной передвижной механизированной колонны № 14, дорожного ремонтно-строительного управления и других предприятий и организаций, хозяйств района. Особенно активны в строительстве жилья колхозы «Валскень зоря», им. Чапаева, им. Фрунзе, им. 50-летия ВЛКСМ, им. Ленина. Широко ведётся индивидуальное строительство в селах Поводимово, Ардатово, Дубёнки.
С осени 1980 года действует асфальтированная дорога «Саранск—Ульяновск». Ныне сетью асфальтированных дорог, по которым налажено автобусное движение, соединены с райцентром практически все села района. Ежегодно вводится в строй 10-15 километров асфальтированных дорог, силами ДРСУ ведётся ремонт действующих трасс.

## Образование
Все общеобразовательные школы района размещены в современных типовых зданиях, при многих из них действуют школьные подсобные хозяйства, а при Кочкуровской средней школе разведены сад, дендрарий, пасека, действуют школьные мастерские, животноводческие фермы.
В небольших селах Антоновка и Турдаки работают комплексы «Школа — детский сад». Строительство подобных комплексов намечено в селах Неклюдово, Сайнино и Чкалове

## Здравоохранение
В системе здравоохранения района — центральная и Чеберчинская участковая больницы, 21 фельдшерско-акушерский пункт, 3 аптеки, поликлиника, санитарно-эпидемиологическая станция. При Чеберчинской участковой больнице с 1989 года действует грязелечебница. Грязелечебница строится и при Поводимовском медицинско-оздоровительном пункте.

## Культура
В районе 12 домов культуры, 10 сельских клубов, детская школа искусств с 2 филиалами, централизованная библиотечная система с книжным фондом более 200 тысяч томов.
В художественной самодеятельности, кружках изобразительного искусства занимается более 2 тысяч человек. Фольклорный ансамбль «Эрзянка» Чиндяновского дома культуры — лауреат всесоюзного фестиваля «Московская осень» и Международного фестиваля «Балтика−1989», республиканских фестивалей и районных смотров, а также участник концертной программы в честь юбилея международного шёлкового пути в 1990 году в странах Западной Европы — Германии, Швейцарии, Австрии, Франции и Бельгии.

## Спорт
В районе широко развиты физкультура и спорт: работают 2 детско-юношеские спортивные школы, 15 спортивных залов, три базы, несколько стадионов и спортивных площадок. Воспитанники Поводимовского спортивного клуба «Сятко», состоящего на балансе колхоза им. Ленина, — неоднократные победители районных, республиканских и всероссийских соревнований по гиревому спорту, лёгкой атлетике и лыжным гонкам. Уроженец Поводимово Валерий Борчин является победителем Олимпийских игр, двукратным чемпионом мира и трёхкратным чемпионом России по спортивной ходьбе.

## Экология
«Узкие» места в жизни района — экология окружающей среды, прежде всего охрана лесных зверей и птиц; очищение рек и прудов от стоков с животноводческих ферм, которые в большинстве своем расположены на берегах рек; обеспеченность сельской молодёжи работой, в особенности девушек; строительство дорог внутри населённых пунктов; газификация района.

## Известные уроженцы
- Каргин, Алексей Георгиевич, родился 23 февраля 1924 года в деревне Пуркаево Дубёнского района — Герой Социалистического Труда (1978).
- Трегубов, Иван Сергеевич, родился 19 января 1930 года в селе Ливадка Дубёнского района — советский хоккеист, Олимпийский чемпион (1956).